# Перјаници
Перјаници су представљали малу јединицу гардиста тј. телохранитеља које је основао Петар II Петровић Његош 1831. године. Бирали су се углавном по својим физичким квалитетима и одважности. Били су изузетно спретни и способни. У почетку их је било само 8, али се касније њихов број повећао на 30. Осим што су штитили владику, они су и хватали починиоце кривичних дела и извршавали су смртне пресуде пред Влашком црквом. Владика их је униформисао 1837. године. Перјаници су имали обавезу да стално бораве на Цетињу, за разлику од гвардијана. Своје име су добили по перима које су носили на својим капама.
Први перјанички капетан је био Никола Калуђеровић са годишњом платом од 140 фиорина. Перјаници су за свој рад добијали 80 фиорина годишње.